# وزارة جمال عبد الناصر الثالثة
وزارة الرئيس جمال عبد الناصر الثالثة هي الوزارة السادسة والسبعون في تاريخ مصر وتشكلت في 29 يونيو 1956. تشكلت هذه الوزارة بعد انتخاب جمال عبد الناصر رئيساً للجمهورية.:39:40

## أعضاء الحكومة
| الوزارة                                    | الوزير              |
| ------------------------------------------ | ------------------- |
| رئيس مجلس الوزراء                          | جمال عبد الناصر     |
| الحربية                                    | عبد الحكيم عامر     |
| الداخلية                                   | زكريا محيي الدين    |
| الخارجية                                   | محمود فوزي          |
| المالية                                    | عبد المنعم القيسوني |
| الشئون البلدية والقروية ووزير دولة للتخطيط | عبد اللطيف البغدادي |
| الشئون الاجتماعية والعمل                   | حسين الشافعي        |
| التربية والتعليم                           | كمال الدين حسين     |
| الصحة                                      | نور الدين طراف      |
| العدل                                      | أحمد حسني           |
| الأوقاف                                    | أحمد حسن الباقوري   |
| الإرشاد القومي                             | فتحي رضوان          |
| الزراعة                                    | عبد الرازق صدقي     |
| الأشغال                                    | أحمد عبده الشرباصي  |
| التجارة                                    | محمد أبو نصير       |
| التموين                                    | كمال رمزي إستينو    |
| الصناعة                                    | عزيز صدقي           |
| المواصلات                                  | مصطفى خليل          |
| الدولة للإصلاح الزراعي                     | سيد مرعي            |

## التعديلات
- في 22 ديسمبر 1956: تعيين عبد اللطيف البغدادي وزيراً لشئون مدينة بورسعيد (بالإضافة إلى منصبيه)
- في 20 أغسطس 1957:
  - ندب عبد المنعم القيسوني للقيام بأعمال وزير الدولة لشئون التخطيط
  - ندب مصطفى خليل للقيام بأعمال وزير دولة الشئون البلدية والقروية
- في 3 نوفمبر 1957:
  - قبلت استقالة عبد الرازق صدقي وزير الزراعة
  - عين حسين الشافعي وزيراً للشئون الاجتماعية والعمل ووزير دولة للتخطيط
  - عين سيد مرعي: وزيراً للزراعة ووزير دولة للإصلاح الزراعي